# Jesu, meines Lebens Leben

Jesu, meines Lebens Leben BuxWV 62 (en français : « Jésus, vie de ma vie ») est une cantate-aria en chaconne de Dietrich Buxtehude, destinée au temps de la Passion, l'une des nombreuses pièces sur ostinato du compositeur.
Le texte est de Ernst Christoph Homburg, et de son recueil de chants religieux (Bekanntes Kirchenlied) de 1659.
L'effectif nécessaire est de quatre voix (SATB), deux violons, deux altos, un violone et basse continue.
Après une sinfonia introductive, les cinq strophes sont soutenues par un ostinato fondé sur un tétracorde descendant, et répété à quarante et une reprises. Un Amen fugué de conclusion n'a été ajouté que plus tard.

## Discographie
- Knabenchor Hannover, Amsterdam Baroque Orchestra, Ton Koopman, Erato (ECD 75374, rééd. 0630-17759-2), 1988
- Anima Eterna & The Royal Consort, Collegium Vocale, Jos van Immerseel, Channel Classics (CCS 7895), 1994
- Ensemble Jacques Moderne, Joël Suhubiette, Ligia Digital (Lidi 0202183-07), 2007